# شانت تی‌وی
شانت تی‌وی (ارمنی: Շանթ հեռուստատեսություն؛ انگلیسی: Shant TV) شرکت سخن‌پراکنی تلویزیونی خصوصی در جمهوری ارمنستان می‌باشد. شانت تی‌وی توسط آرتور یزکیان در سال ۱۹۹۴ میلادی در گیومری، دومین شهر بزرگ ارمنستان بنیانگذاری شد. شانت تی‌وی در مه ۱۹۹۵ با ۶ ساعت کامل برنامه‌های رادیو و تلویزیونی راه‌اندازی شد.

## برنامه‌ها
پربیننده تریم مجموعه های تلویزیونی ارمنی شانت تی‌وی بر روی اینترنت عبارتنداز:
- برده عشق
- مادر جایگزین
- در ارتش
- در شهر
- بررسی اجمالی خارج از کشور